# Афганка

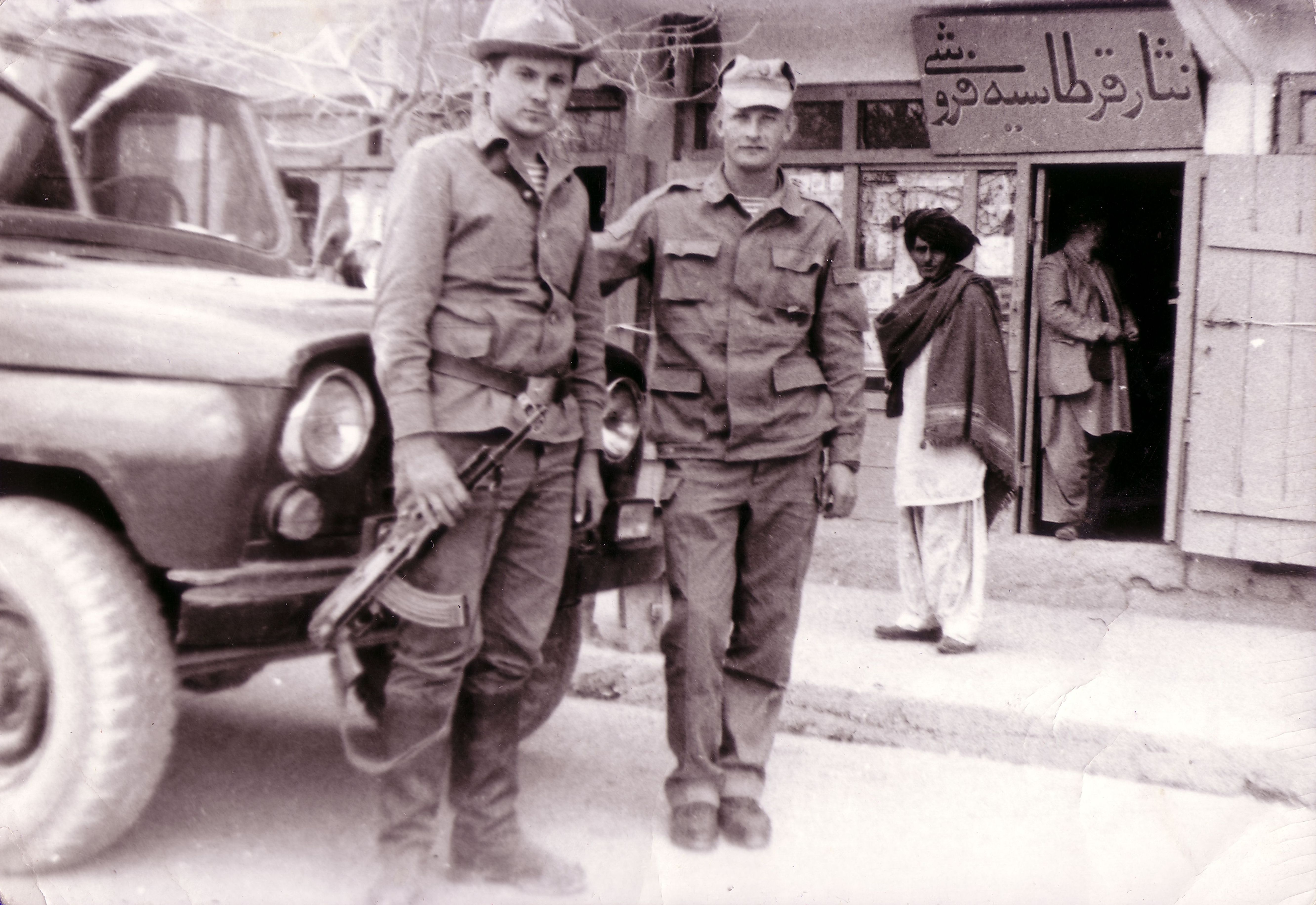
Военнослужащие ВС СССР в Афганистане:
справа — офицер в летнем варианте «афганки», слева — солдат в «хэбэ» (жаргонное — полевая форма образца 1969 года)

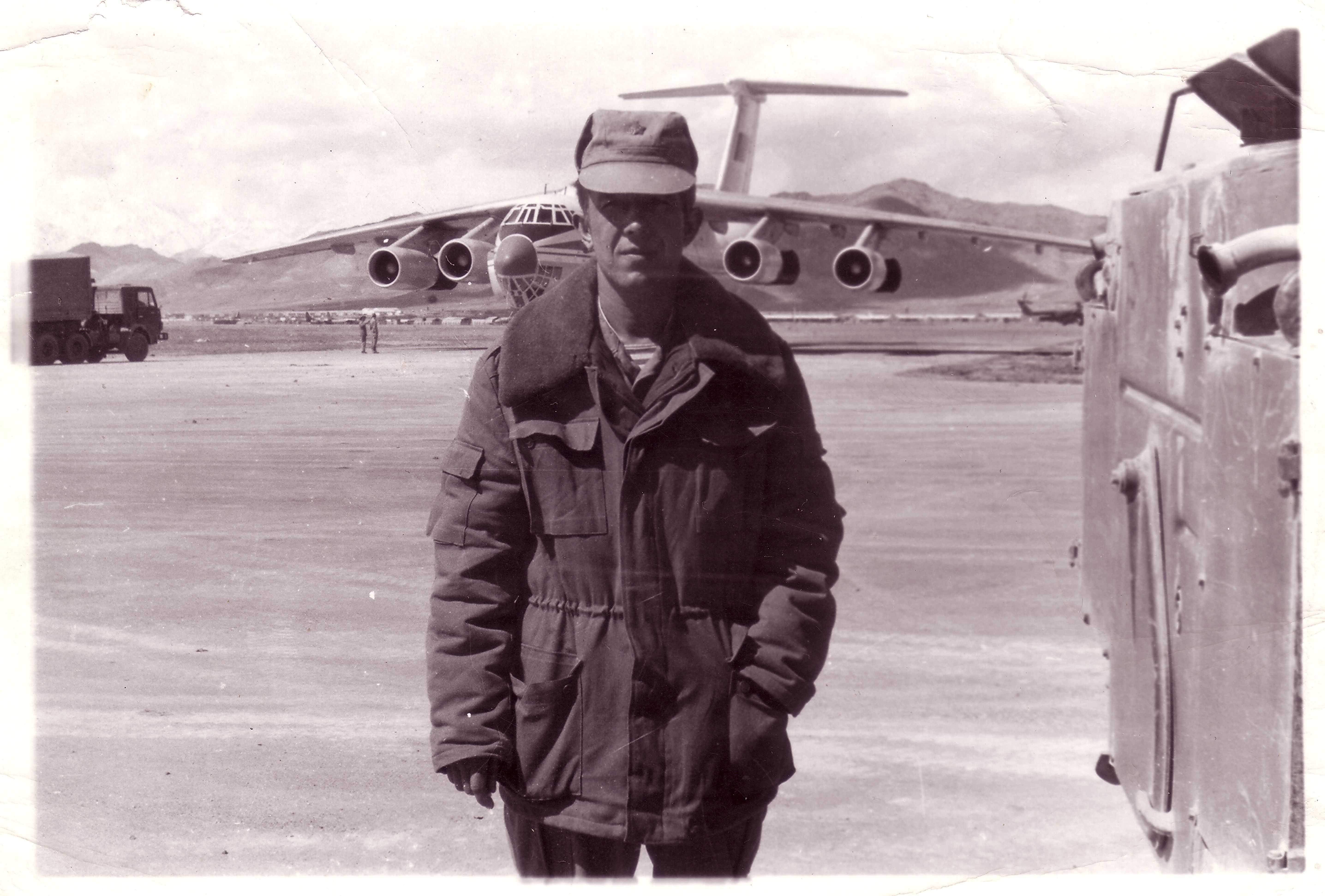
«Афганка» в зимнем варианте. 1987 год

«Афганка» — жаргонное название, применяемое некоторыми военнослужащими для названия комплекта полевой летней (зимней) формы военнослужащих Вооружённых Сил СССР, и позднее Вооружённых Сил Российской Федерации и стран СНГ.
Полевая (позднее использовалась как повседневная ввиду плохого снабжения) военная форма военнослужащих Советской Армии и ВМФ СССР (морская пехота, береговые ракетно-артиллерийские войска и ВВС флота), в начальный период применявшаяся в САВО и ОКСВА (головной убор [кепи] — наряду с летней панамой, вместо пилотки), позднее — во всех формированиях ВС СССР, а затем — ВС России и государств в СНГ до замены её вновь введённой формой одежды, различной для военнослужащих вооружённых сил данных государств. Форма с 1984 (по другим данным с 1985) в первую очередь поставлялась в действующие войска в Афганистане, отсюда название. Официально утверждена в войсках только в 1988 году приказом Министерства обороны №250 от 4 марта.
Некоторыми военнослужащими комплект также назывался: «Эксперименталка», «Песочка», «Полёвка», «Варшавка».
Также, есть устоявшееся мнение, что до появления так называемой «эксперименталки» некоторые подразделения ОКСВА были обмундированы в комплекты формы войск Чехословацкой народной армии, без знаков различия, которые проходили в ДРА экспериментально полевое обследование. После, с учётом пожеланий и уточнений личного состава, и была создана так называемая форма «афганка», равно как и именуемая «эксперименталка».

## История
Центральное вещевое управление (ЦВУ) ВС СССР постоянно разрабатывало специальную форму одежды — специальные костюмы, комбинезоны, рабочие костюмы и так далее. В 1979 году ЦВУ приступило к разработке комплекта полевой летней (зимней) формы одежды нового образца для военнослужащих Вооружённых Сил СССР в составе:
- фуражка с козырьком
- куртка полевая;
- брюки прямого покроя полевые;
- шапка-ушанка существующего образца (1969 года)
- утепленная куртка с меховым воротником
- брюки прямого покроя утеплённые

В 1980 – 84 годах в частях в различных климатических зонах, в том числе в Афганистане, проводились испытания различных образцов, отличавшихся друг от друга тканью, различным количеством карманов, их размером, местом размещения и так далее.
В 1985 году комплекты начали массово поступать на склады неприкосновенного запаса (НЗ) вещевых служб военных округов (ВО) и Центра, для чего начали использовать новую упаковку в ящики из гофрированного картона.
Форма является собственной разработкой ЦВУ ВС СССР на основе специальной формы разведчиков и специальной одежды танковых войск РККА и СА (комбезов).
Официально полевая форма образца 1969 года включавшая летний закрытый китель и зимнюю длиннополую шинель была признана неудобной при работе с техникой в 1979 году после чего  Центральное вещевое управление Министерства обороны СССР разработало тактико-технические требования для новых видов военного обмундирования и к 1984 году форма была испытана на территории Афганистана. Постановленим Совета министров СССР от 5 июля 1984 года № 722-158 и приказом Министерств обороны СССР от 19 июля 1984 г. № 0145 форма была введена в войсках, в первую очередь воевавших в Афганистане (откуда и название "афганка"). Повсеместное окончательно форма утверждена Приказом МО СССР № 250 от 4 марта 1988 года как повседневная и полевая для военнослужащих Воздушно-десантных войск, и как полевая для военнослужащих других видов и родов войск Советской Армии, а также Морской пехоты, БРАВ и ВВС ВМФ СССР.

## Состав

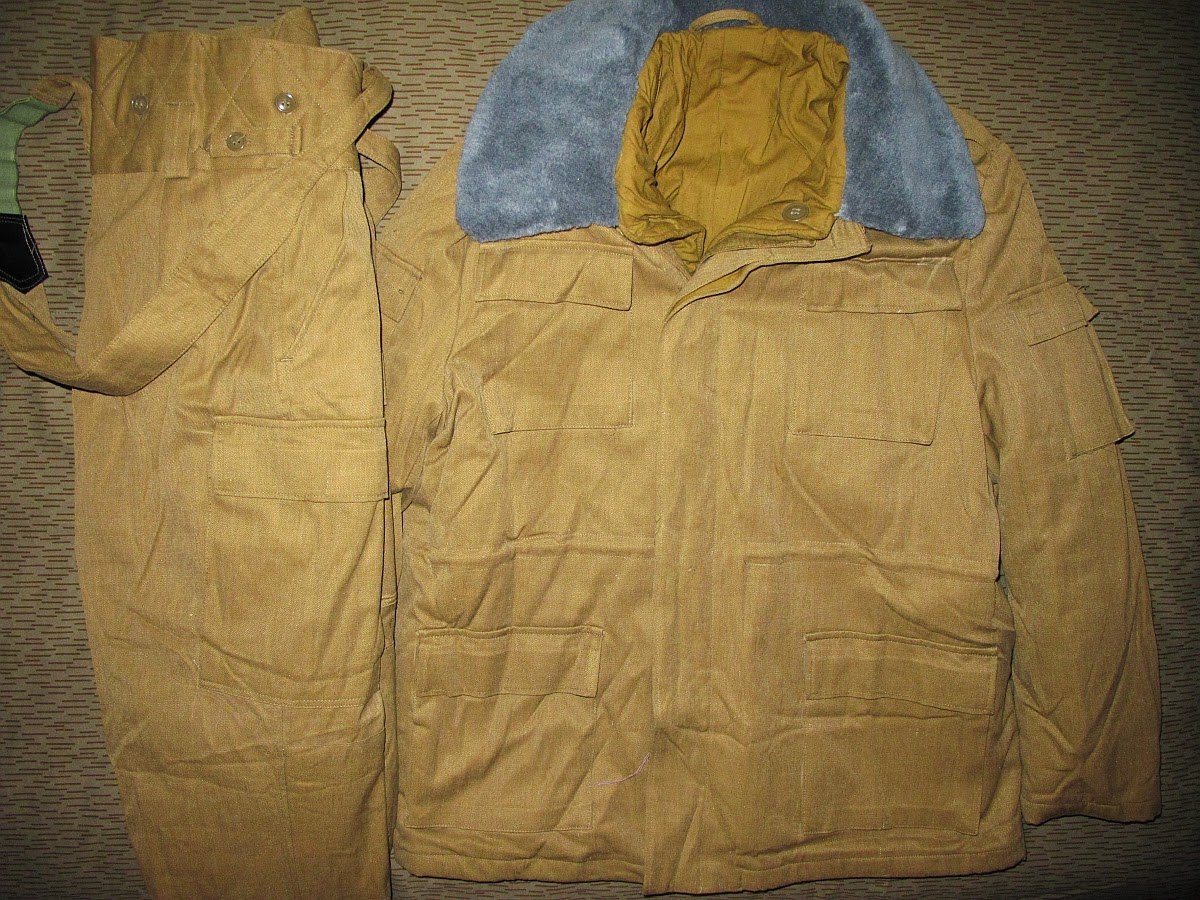
Брюки и куртка полевые зимние утеплённые

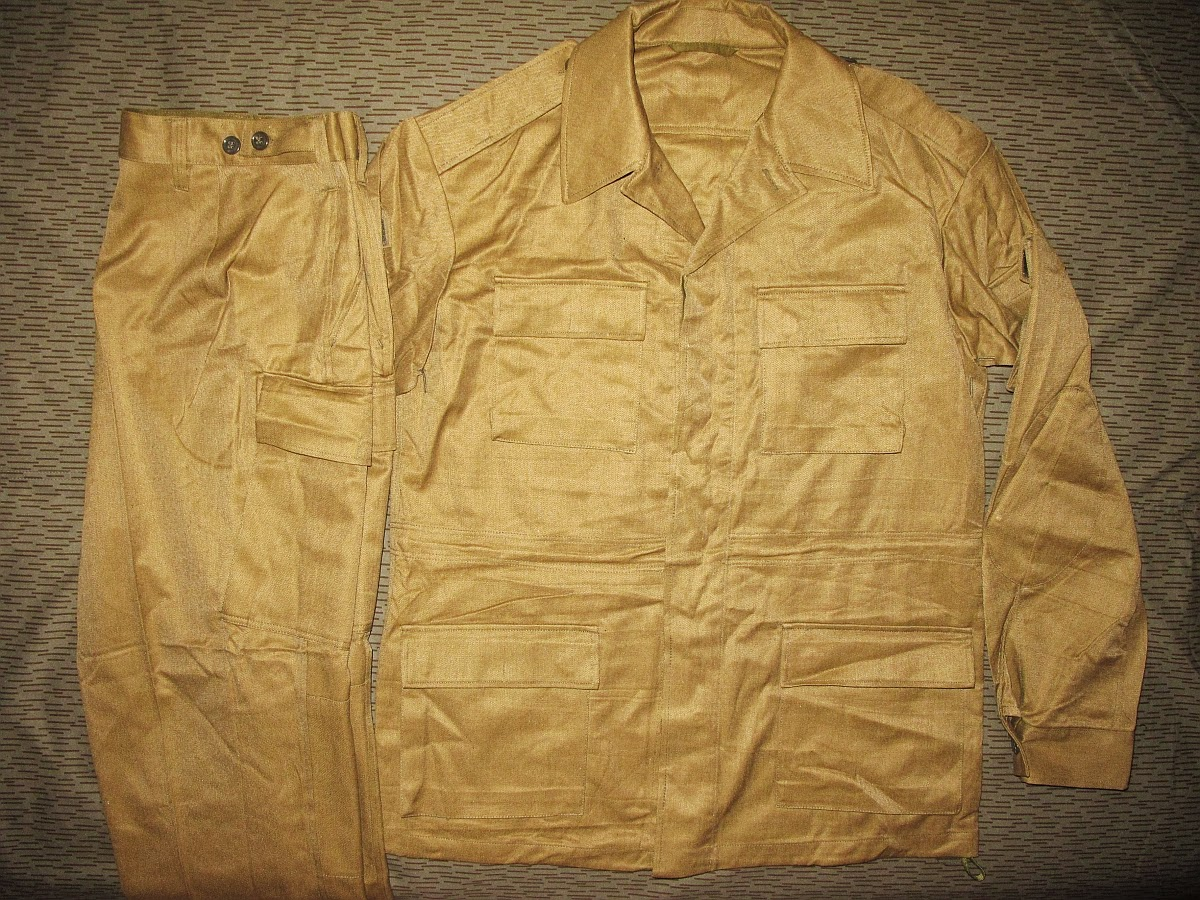
Брюки и куртка полевые летние

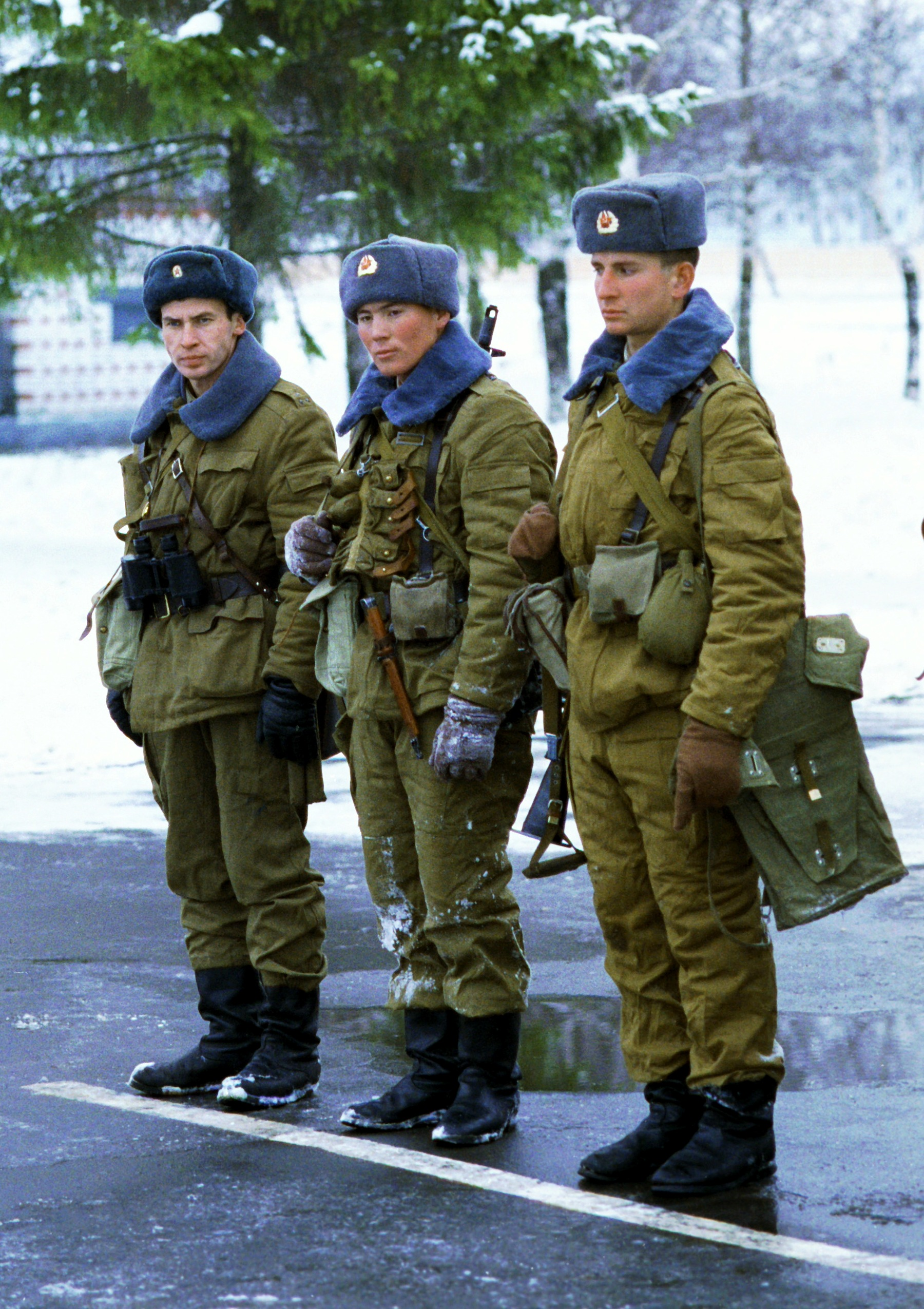
Военнослужащие Таманской дивизии СВ СССР на стрельбище, 3 января 1992 года

Комплект полевой летней формы одежды, название, в скобках для ВДВ и МП:
- Куртка полевая (куртка десантная)[6];
- Брюки прямого покроя полевые (брюки прямого покроя десантные)[6];
- Полевая фуражка (в районах с жарким климатом — панама)[6];

Комплект полевой зимней формы одежды:
- Куртка полевая утеплённая (куртка десантная, зимняя)[6];
- Брюки утеплённые полевые (брюки десантные, зимние)[6];
- Шапка, для офицеров, прапорщиков и в/с сверхсрочной службы из цигейки, для в/с срочной службы из искусственного меха[6];

Не указано нательное бельё.
После 1984 года изготавливалась по ТУ-17-08-194-84, при изготовлении применялся: — артикул ткани 3303 («хабэ»); — артикул ткани 3155 («стекляшка»);

## Внешний вид
«Афганка» существует в зимнем или летнем варианте. Летняя «афганка» состоит из 3 частей: куртка летняя (с застёгивающимися обшлагами), брюки и кепи. Зимний вариант «афганки» состоит из 4 частей: куртка зимняя (с прямыми обшлагами), подстёжка для куртки, брюки с завышеной талией и подстёжка для брюк. В первоначальном варианте подстёжка пристёгивалась кнопками. Далее подстёжка изготавливалась в варианте пристёгиваемыми исключительно пуговицами. Подстёжку можно носить без внешней одежды, также внешняя одежда может использоваться без подстежки. За воротником куртки имеется карман для укладки капюшона из водонепроницаемой синтетической ткани. В рукавах подстёжки имеются полушерстяные трикотажные манжеты, стягивающие запястья для предотвращения потерь тепла. Подстёжка для куртки включает меховой воротник, как правило, из искусственного меха, хотя бывает и с натуральным. Если куртка носится без подстёжки, то воротник представляет собой обычную материю. Обычная афганка имеет накладные карманы: по два кармана на рукавах, на груди и на талии, внутренний карман на куртке, внутренний карман на подстёжке и внутренний карман на куртке для пистолета. Пистолетный карман изготавливался из кожзаменителя и имел вшитый капроновый шнур с хромированным стальным защёлкой-карабином для присоединения к пистолету. Брюки имеют два боковых внутренних кармана и два накладных кармана на бёдрах. И летняя, и зимняя куртки имели овальные налокотники, брюки имели прямоугольные наколенники для увеличения износостойкости материала в данных местах, подверженных наибольшим повреждениям в ходе выполнения боевых задач. Кроме того, каждая штанина летних брюк имела спереди по всей длине вертикальный армирующий шов. И летняя, и зимняя куртки на спине имели «кокетку». На летней куртке по бокам спины от «кокетки» до самого низа шли две вертикальные складки, прихваченные нитками, на зимней куртке вместо 2 вертикальных складок от «кокетки» до самого низа по середине спины шёл вертикальный шов.
Первоначально офицерский вариант куртки зимней «афганки» имел только два прорезных кармана на талии, прикрытых клапанами, и внутренний карман у куртки для пистолета, воротник на куртке изготавливался из тёмно-синей цигейки, наподобие которой изготавливались офицерские шапки-ушанки. Также первоначально на офицерской «афганке», как правило, брюки делались без карманов. Но после войсковых испытаний в ОКСВА офицерский вариант «афганки» был упразднён. Для офицеров, прапорщиков и рядового состава выдавалась форма одинакового образца — с накладными набедренными карманами на брюках, с воротником куртки из искусственного меха, с карманом для пистолета в куртке.
Накладные карманы делались одинаково для зимнего и летнего вариантов.
На случай ветреной холодной погоды на воротнике имеются пришитые проволочные крючок с петелькой и дополнительная тканевая лямка, застёгиваемая на пуговицу, предназначенные для стягивания противоположных краёв воротника, для плотного облегания шеи.
В зависимости от сезона, воротник кителя не застёгивался на верхнюю пуговицу и отглаживался (как на летнем варианте полевой формы образца 1969 года — Летнее ХэБэ, принятом для ТуркВО и ЗакВО) — для летней формы одежды, либо застёгивался на верхнюю пуговицу (как на простом ХэБэ) — для зимней формы одежды.
На куртке и на кителе, на уровне ровно посередине между верхних и нижних накладных карманов, с внутренней стороны имеется тканевая накладка, внутри которой продет капроновый шнур. Назначение шнура — «приталивание» куртки/кителя под индивидуальную фигуру военнослужащего. Такой же стягивающий шнур имеется и в складке нижней полы. Он равномерно стягивает полы куртки/кителя к бёдрам, что также является дополнительной мерой для предотвращения потерь тепла. Подобная шнуровка улучшала внешний эстетический вид формы, в отличие от прежнего ХэБэ, где китель под поясным ремнём приходилось стягивать на спине складкой, а полы кителя широко оттопыривались от брюк.

## Знаки отличия и различия

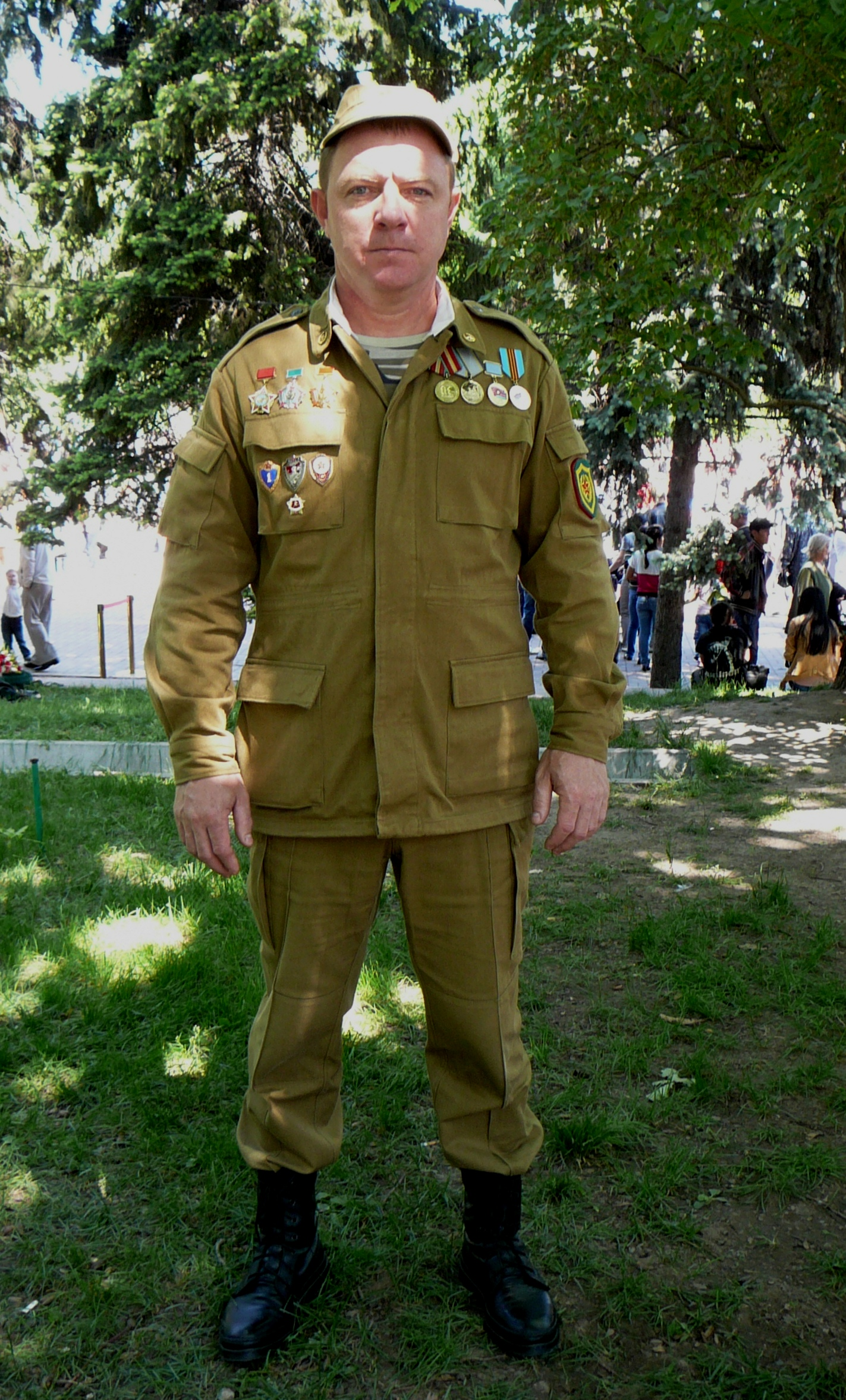
Участник Афганской войны в «афганке»

Повсеместное введение «афганки» в частях 40-й Армии началось в 1984 году. До 1988 года с принятием приказа Министра обороны ВС СССР № 250 от 4 марта ношение наград, нагрудных значков на военной форме являлось обязательным для всех типов, согласно приказу Министра обороны СССР № 191 от 26 июля 1969 года:

Статья 178. Ношение орденов и медалей или лент орденов и медалей и военных нагрудных знаков на военной форме одежды является обязательным.— Правила ношения формы армии и флота СССР 1969 г.
В ВС СССР, для всех категорий (включая маршалов и генералов) на куртке полевой (десантной) и куртке полевой утеплённой (куртке десантной зимней) полевой форме одежды носились из знаков различия только эмблемы рода войск защитного цвета (у маршалов и генералов отсутствовали), звёзды (звёздочки) защитного цвета и нашивки защитного (красного) цвета на нашивных, съёмных и вшивных погонах, исключение составляла только полевая форма морской пехоты на ней пришивался нарукавный знак военнослужащих морской пехоты.

Статья 183. При <…>, полевой и рабочей форме одежды орденские ленты, ленты медалей на планках и нагрудные знаки не носятся.— Раздел V Ношение орденов, медалей СССР, орденских лент, лент медалей на планках и других знаков отличия на военной форме одежды, Приложение № 1 к приказу Министра обороны СССР 1988 г. № 250
Ремни снаряжения (поясной ремень) носились на поясе куртки полевой, только личному составу ВДВ (кроме генералов) предписывалось носить заправленным в брюки прямого покроя десантные.
Кто, когда и каким приказом ввёл ношение на полевой форме остальных знаков отличия и различия для личного состава формирований ВС СССР, неизвестно, но ниже представлены другие сведения.
Нарукавный знак рода войск нашивался на накладной карман левого рукава.

Эмблемы родов войск крепились без нашиваемых петлиц, непосредственно на сам воротник.

На «афганке» эмблемы и офицерские звёзды на погоны устанавливались зелёного цвета, сержантские лычки — также зелёного цвета.

В ОКСВА сержантский состав носил лычки красного цвета.

Поясной солдатский ремень указывалось носить выше нижних накладных карманов на куртке.

Ношение значков классности и отличия в военно-политической подготовке предписывалось на верхнем правом накладном кармане куртки. Комсомольский значок предписывалось носить на клапане левого верхнего накладного кармана.

Ордена и медали полагалось крепить на куртку выше верхних накладных карманов. 

Правила ношения «афганки» генералами в инструкциях не были оговорены, но на практике генералы носили «афганку» с полевыми тёмно-зелёными генеральскими погонами без звёзд, закреплёнными на погон-хлястик.

## Выпуск и эффективность

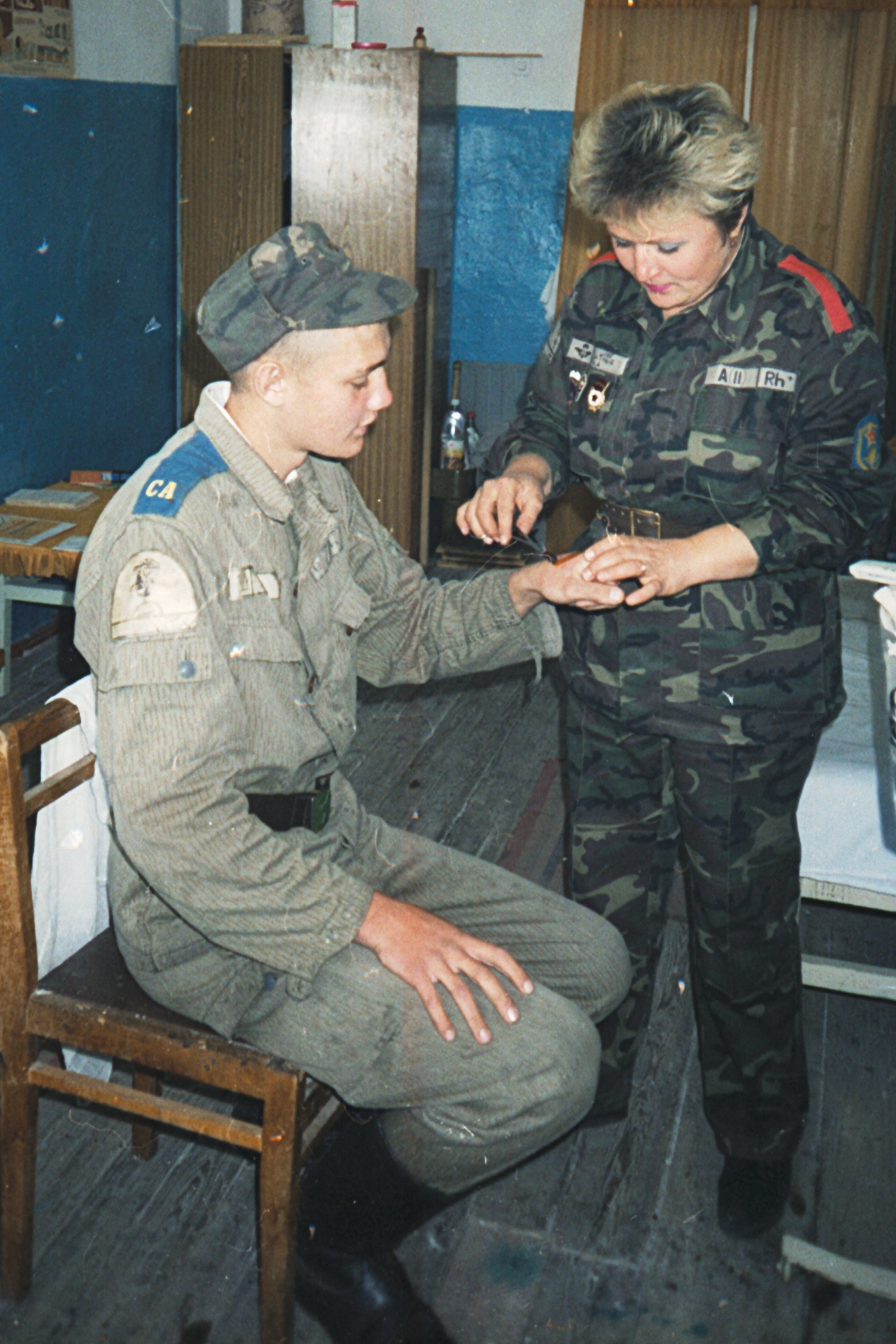
На фото сидящий солдат ВС РК одет в полевую форму ННА ГДР, послужившей прообразом для создания «афганки».
Головной убор — от советской камуфлированной «афганки».
Фото сделано в 35-й огдшбр летом 1996 года.
После объединения Германии большие запасы полевой формы ННА попали в Казахстан, где использовались из-за недостаточного финансирования войск

«Афганку» стали выпускать в конце 1970-х годов. Однако в войска полевая форма одежды нового образца стала поступать только после принятия на снабжение, в соответствии с приказом Министра обороны СССР № 0145, 1984 года . В первую очередь форма нового образца в виде испытания в войсках (эксперимента) поставлялась в части ОКСВА, участвовавшие в Афганской войне, откуда и произошло название. Причём в среде военнослужащих самого ОКСВА форма называлась «эксперименталкой».

Дизайн куртки и брюк определённо был основан на аналогичных моделях, использовавшихся другими армиями стран Варшавского договора, таких, как ГДР (см. иллюстрацию).
Солдаты нашли головной убор весьма эффективным, особенно в Афганистане. При необходимости он легко складывался под погоном-хлястиком. В отличие от армейской панамы с широкими полями, удобнее носился под каской, не обладал высокой парусностью, срывавшей панаму при резких порывах ветра, имел отстёгиваемые поля, которыми можно было бы прикрыть уши при холодной погоде. Единственный недостаток перед широкополой панамой — недостаточная защита от солнечного света, что в условиях жаркого лета в Афганистане вынуждало солдат совмещать ношение панамы с «афганкой», что показано в фильме «Девятая рота».

Даже без зимней подстёжки в зимней «афганке» было удобно при температуре до нуля градусов. Другим преимуществом «афганки» перед использовавшимися ранее стёганой курткой (бушлатом) и шинелью была мобильность и увеличенное число карманов. Сегодня дизайн «афганки» по-прежнему используется в России, на Украине, в Казахстане, Эстонии, Латвии, Литве, Белоруссии и Грузии.
В то же время в летнее время года, особенно в жарких регионах, в «афганке» крайне жарко. А в качестве обуви ещё недавно использовались кирзовые сапоги, что также вызывало перегрев организма.
В летнее время года она эффективно защищает как от солнечных ожогов, так и от укусов насекомых.
Ещё один недостаток «афганки» из х/б — она быстро выгорает, ткань превращается из зелёной в практически белую, что является демаскирующим фактором.
Ткань х/б, в отличие от «стекляшки», обладает лучшим влагоотводом. Однако она быстрее изнашивается и линяет. Поэтому современная униформа обычно делается из материалов с использованием синтетики. Ткань формы НАТО обладает огнестойкими качествами, а сама ткань имеет вплетение толстой кручёной полимерной нити через определённый интервал во взаимно перпендикулярных направлениях (армированная ткань), таким образом текстура ткани образует сеть из квадратов. В случае, если военнослужащий рвёт ткань, зацепившись за что-то, ткань на ограниченном промежутке рвётся только до ближайшей нити армирования. Ткань «афганки» не обладает такими свойствами.

## Варианты

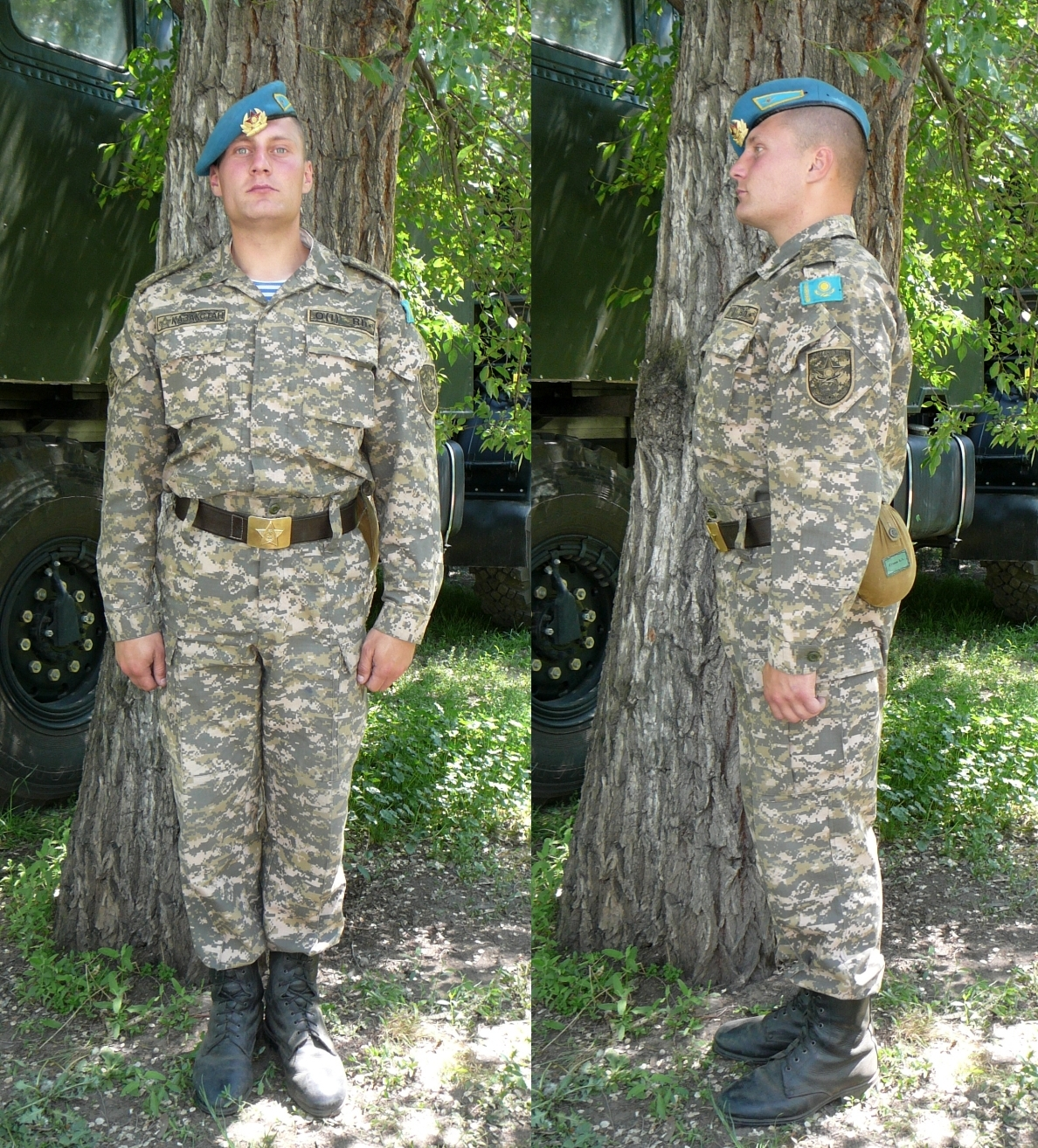
Вариант «афганки» для Аэромобильных сил Республики Казахстан. Куртка, не имеющая нижних карманов, заправляется в брюки. Окраска — цифровой полупустынный камуфляж.
Алма-Ата. Май 2012-го

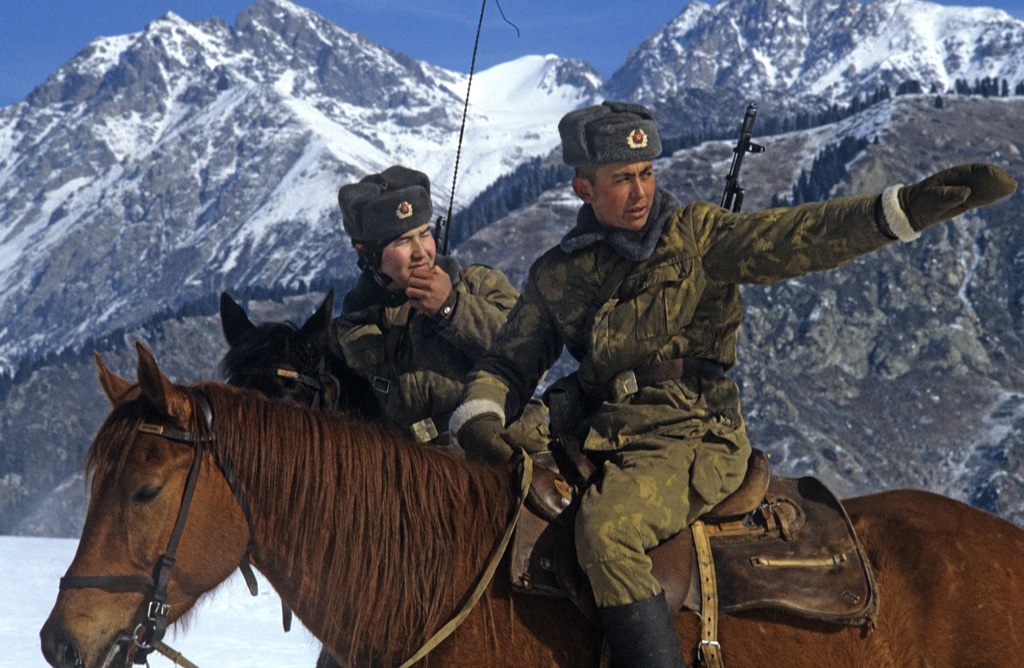
Вариант «афганки» для пограничных войск КГБ СССР («погранцовка»). Пограничная застава «Хоргос» на советско-китайской границе, КазССР. Январь 1984-го

Оригинальная «афганка» была доступна только в стандартном варианте цвета хаки, для военнослужащих СА, кроме ВДВ и МП.
В течение двух лет появился вариант в виде камуфлированного летнего и зимнего комплектов для пограничников и войск КГБ. «Пограничная афганка» в летнем варианте, или так называемая «погранцовка», отличалась от стандартной афганки необычным для ВС СССР головным убором, представлявшим собой камуфлированную кепку-берет полугражданского покроя, прозванную среди пограничников «кепкой Ильича» (намекая на традиционный головной убор В. И. Ленина) или «карацуповкой» (в честь легендарного пограничника Н. Ф. Карацупы). Расцветка пограничной «афганки» представляла собой сочетание двух цветов — зелёного болотного и жёлто-горчичного.
Версия «афганки» в камуфляжной расцветке использовалась для воздушно-десантных войск и морской пехоты и была разработана в 1984 году.
Вариант «афганки» для морской пехоты по конструкции в точности повторял классическую «афганку». Вариант для ВДВ отличался отсутствием нижних накладных карманов на куртке, поскольку для удобства подгонки парашютной системы требовалась заправка куртки в брюки.
Расцветка камуфляжа состояла из трёх цветов — коричневый шоколадный, тёмно-зелёный болотный и светло-зелёный фисташковый и называлась камуфляж «Бутан».
Главным отличием оригинальной «афганки» от камфулированных вариантов является используемая ткань. Для «афганки» использовалась хлопчатобумажная саржа с низким содержанием вискозы. Для камуфлированных вариантов — более стойкая к выцветанию хлопчатобумажная саржа с высоким содержанием вискозы.
С тех пор появились и другие варианты «афганки» в камуфляже различных оттенков, таких, как ВСР-камуфляж, растительный камуфляж и пустынный камуфляж. Казахстан и Украина в настоящее время выпускают форму в своих собственных камуфляжных оттенках. И Советский Союз, и Российская Федерация также изготавливает форму в нейтральных однородных тонах для полиции.